# 新乡英城
新鄉英城（1911年10月10日—1982年11月27日），日本海軍軍人、警察官、航空自衛隊將領。海兵59期。日本戰敗時的軍階是帝國海軍中校，戰後則官至航空自衛隊空將（中將）。